# 10.ª edição de Systema Naturae

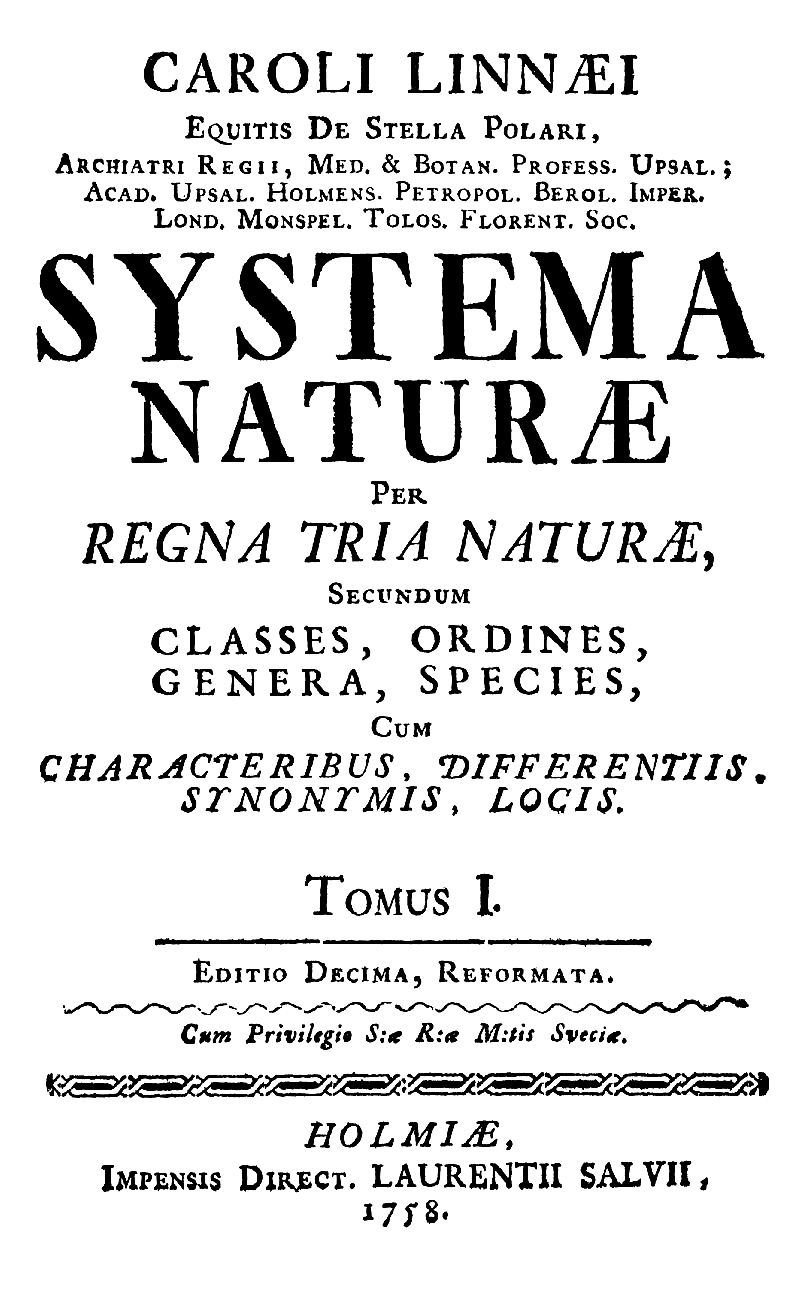
Página de rosto da 10ª edição do Systema Naturae

A 10ª edição do Systema Naturae é um livro escrito pelo naturalista sueco Carl Linnaeus e publicado em dois volumes em 1758 e 1759, que marca o ponto de partida da nomenclatura zoológica. Nele, Linnaeus introduziu a nomenclatura binomial para animais, algo que ele já havia feito para plantas em sua publicação de 1753 de Species Plantarum.

## Ponto de partida
Antes de 1758, a maioria dos catálogos biológicos usava nomes polinomiais para os táxons incluídos, incluindo edições anteriores do Systema Naturae. O primeiro trabalho a aplicar consistentemente a nomenclatura binomial em todo o reino animal foi a 10ª edição do Systema Naturae. A Comissão Internacional de Nomenclatura Zoológica, portanto, escolheu 1º de janeiro de 1758 como o "ponto de partida" para a nomenclatura zoológica e afirmou que a 10ª edição do Systema Naturae deveria ser tratada como se fosse publicada nessa data. Os nomes publicados antes dessa data não estão disponíveis, mesmo que satisfaçam as regras. A única obra que tem prioridade sobre a 10ª edição é Svenska Spindlar Carl Alexander Clerck. ou Aranei Suecici, que foi publicado em 1757, mas também deve ser tratado como se tivesse sido publicado em 1º de janeiro de 1758.

## Revisões

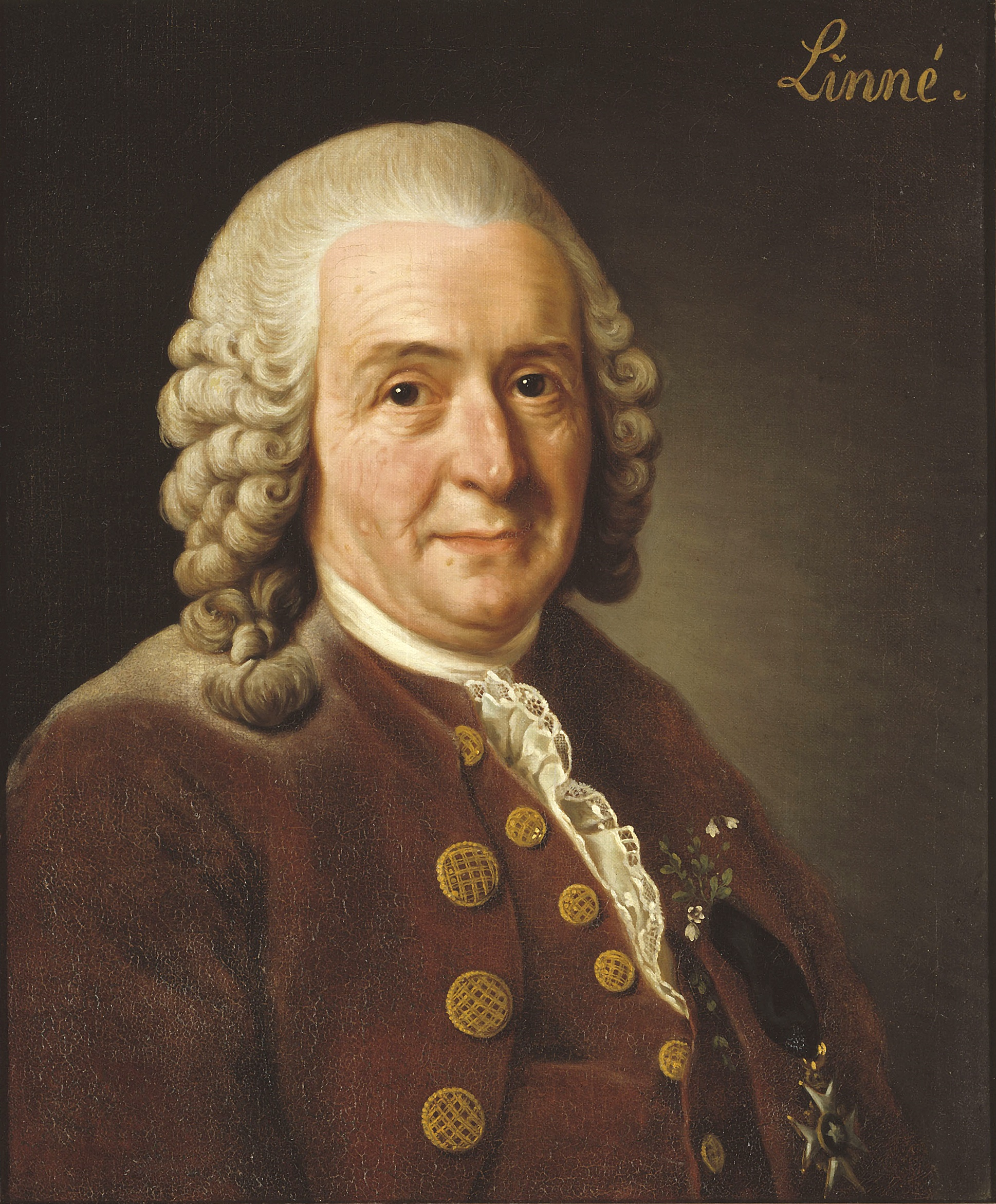
Carl Linnaeus, pintura a óleo de Alexander Roslin em 1775

Durante a vida de Linnaeus, Systema Naturae estava sob revisão contínua. O progresso foi incorporado em edições novas e em constante expansão; por exemplo, em sua 1ª edição (1735), baleias e peixes-boi foram originalmente classificados como espécies de peixes (como se pensava então), mas na 10ª edição eles foram transferidos para a classe de mamíferos.

## Animais
O reino animal (como descrito por Lineu): "Os animais desfrutam da sensação por meio de uma organização viva, animada por uma substância medular; percepção pelos nervos; e movimento pelo esforço da vontade. Eles têm membros para os diferentes propósitos da vida; órgãos para seus diferentes sentidos; e faculdades (ou poderes) para a aplicação de suas diferentes percepções. Todos eles se originam de um ovo. Sua estrutura externa e interna; sua anatomia comparativa, hábitos, instintos e várias relações entre si são detalhados em autores que declaradamente tratam de seus assuntos”.
A lista foi dividida nas seis classes originais que Linnaeus descreveu para animais; Mamíferos, Aves, Anfíbios, Peixes, Insecta e Vermes. Essas classes foram criadas pelo estudo da anatomia interna, como visto em sua chave:
- Coração com duas aurículas, dois ventrículos. Sangue quente e vermelho
  - Vivíparos: Mamíferos
  - Ovíparos: Aves
- Coração com uma aurícula, um ventrículo. Sangue frio e vermelho
  - Pulmões voluntários: Anfíbios
  - Brânquias externas: Peixes
- Coração com uma aurícula, sem ventrículos. Sangue frio, parecido com pus
  - Com antenas: Insecta
  - Com tentáculos: Vermes

Pelos padrões atuais, Peixes e Vermes são agrupamentos informais, Insecta também continha aracnídeos e crustáceos, e uma ordem de Anfíbios compreendia tubarões, lampreias e esturjões.

### Mamíferos

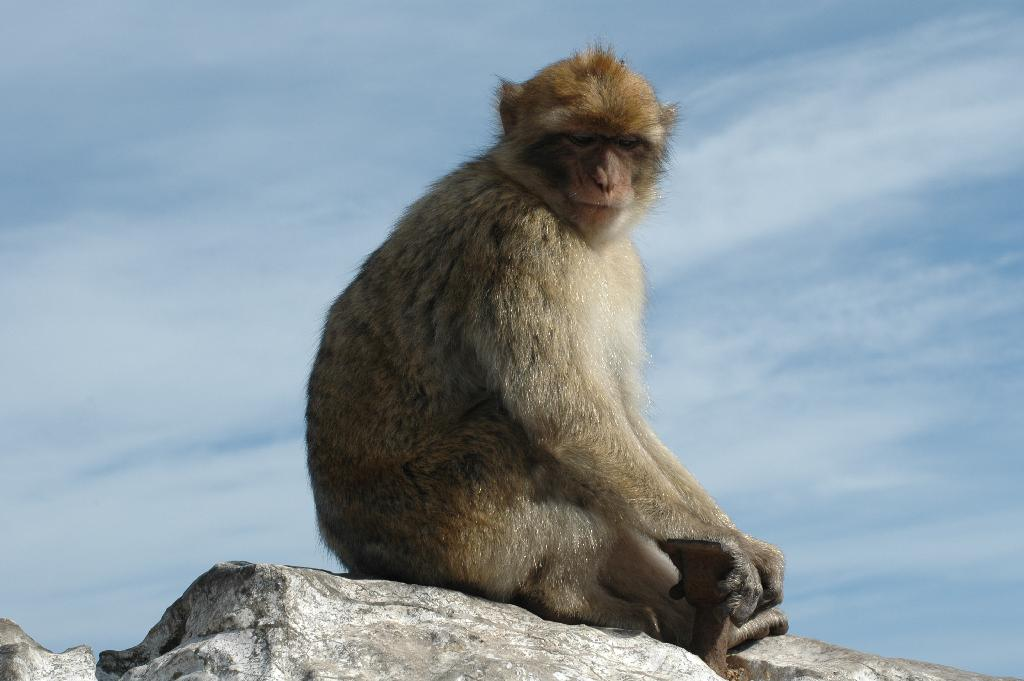
O macaco Barbary foi incluído na 10ª edição como Simia sylvanus

Linnaeus descreveu os mamíferos como: "Animais que amamentam seus filhotes por meio de tetas lactíferas. Na estrutura externa e interna assemelham-se ao homem: a maioria são quadrúpedes; e com o homem, seu inimigo natural, habitam a superfície da Terra. Os maiores, embora em menor número, habitam o oceano."
Linnaeus dividiu os mamíferos com base no número, situação e estrutura de seus dentes, nas seguintes ordens e gêneros:
- Primatas : Homo (humanos), Simia (macacos e símios), Lemur (lemurs e colugos) e Vespertilio (morcegos)
- Bruta : Elephas (elefantes), Trichechus (peixes -boi), Bradypus (preguiças), Myrmecophaga (tamanduás) e Manis (pangolins)
- Ferae : Phoca (focas), Canis (cães e hienas), Felis (gatos), Viverra (mangustos e civetas), Mustela (doninhas e parentes) e Ursus (ursos)
- Bestiae : Sus (porcos), Dasypus (tatus), Erinaceus (ouriços), Talpa (toupeiras), Sorex (musaranhos) e Didelphis (gambás)
- Glires : Rhinoceros (rinocerontes), Hystrix (porcos-espinhos), Lepus (coelhos e lebres), Castor (castores), Mus (ratos e parentes) e Sciurus (esquilos)
- Pecora : Camelus (camelos), Moschus (veados almiscarados), Cervus (veados e girafas), Capra (cabras e antílopes), Ovis (ovelha) e Bos (gado)
- Belluae : Equus (cavalos) & Hippopotamus (hipopótamos)
- Cete : Monodon (narvais), Balaena (rorquals), Physeter (cachalotes) e Delphinus (golfinhos e botos)

### Aves

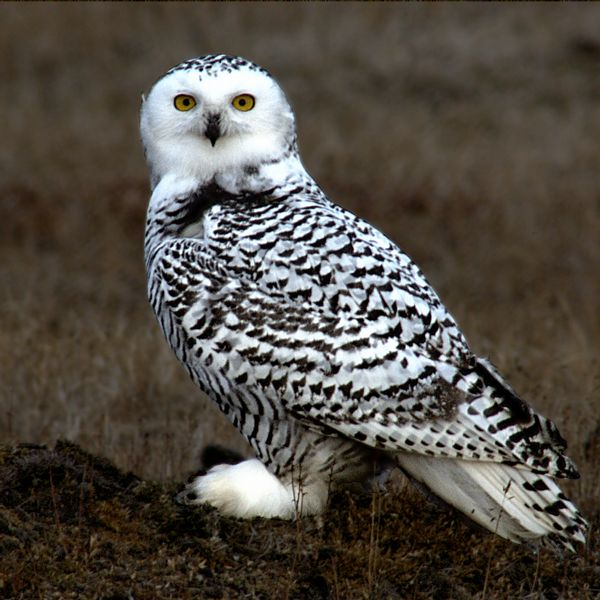
A coruja nevada foi incluída na 10ª edição como Strix scandiaca

Linnaeus descreveu os pássaros como: "Uma porção bonita e alegre da natureza criada consistindo de animais com um corpo coberto de penas e penugem; mandíbulas estendidas e nuas (o bico), duas asas formadas para voar e dois pés. Eles são areais, vocais, rápidos e leves, e destituídos de orelhas externas, lábios, dentes, escroto, útero, bexiga, epiglote, corpo caloso e seu arco e diafragma."
Linnaeus dividiu os pássaros com base nos caracteres do bico e dos pés, nas seguintes 6 ordens e 63 gêneros :
- Accipitres : Vultur (abutres e condores), Falco (falcões, águias e parentes), Strix (corujas) e Lanius (picanços)
- Picae : Psittacus (papagaios), Ramphastos (tucanos), Buceros (calaus), Crotophaga (anis), Corvus (corvos e corvos), Coracias (rolos e orioles), Gracula (mynas), Paradisea (aves do paraíso), Cuculus (cuckoos), Jynx (torcicolos), Picus (Pica), Sitta (pica paus cinzentos), Alcedo (Alcião), Merops (abelharucos), Upupa (Hoopoes), certhia (treecreepers) & trochilus (colibris)
- Anseres : Anas (patos, gansos e cisnes), Mergus (mergansers), Alca (auks e papagaios), Procellaria (petréis), Diomedea (albatrozes e pinguins), Pelecanus (pelicanos e parentes), Phaethon (tropicbirds), Colymbus (grebes & mergulhões), Larus (gaivotas), Sterna (andorinhas) & Rhyncops (skimmers)
- Grallae : Phoenicopterus (flamingos), Platalea (colhereiros), Mycteria & Tantulus (cegonhas), Ardea (garças, grous, e parentes), Scolopax (maçaricos, íbis, e parentes), Tringa (falaropos e maçaricos), Charadrius (tarambolas), Recurvirostra (alfaiates), Haematopus (ostraceiros), Fulica (galeirões e parentes), Rallus (trilhos), Psophia (trompetistas), Otis (abetardas) & Struthio (avestruzes)
- Gallinae: Pavo (peafowl), Meleagris (perus), Crax (mutuns), Phasianus (faisões e galinhas) & Tetrao (perdiz e parentes)
- Passeres: Columba (pombos e pombas), Alauda (cotovias e pipits), Sturnus (estorninhos), Turdus (tordos), Loxia (cardeais, bullfinches, e de parentesco), Emberiza (buntings), Fringilla (tentilhões), Motacilla (wagtails), Parus (tetas & chickadees), Hirundo (andorinha & Swifts) & Caprimulgus (Nightjars)

### Anfíbios

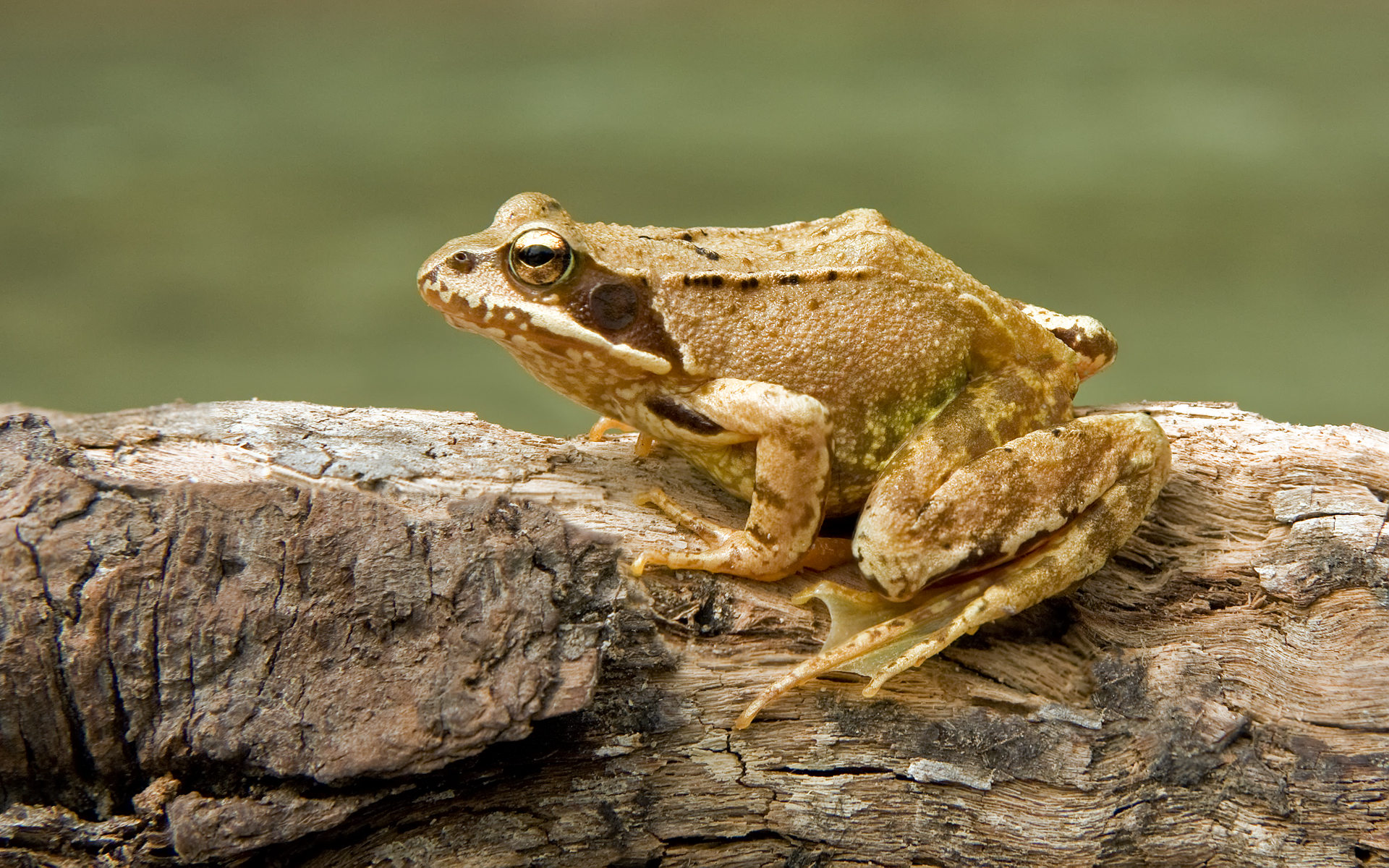
A rã comum foi incluída na 10ª edição como Rana temporaria.

Linnaeus descreveu sua "Amphibia" (compreendendo répteis e anfíbios) como: "Animais que se distinguem por um corpo frio e geralmente nu; semblante severo e expressivo; voz áspera; cor principalmente lúgubre; odor imundo; alguns são fornecidos com um veneno horrível ; todos têm ossos cartilaginosos, circulação lenta, visão e audição apuradas, grandes vasos pulmonares, fígado lobado, estômago oblongo e espesso e ductos císticos, hepáticos e pancreáticos: são deficientes em diafragma, não transpiram (suor), podem viver um muito tempo sem comida, são tenazes de vida e têm o poder de reproduzir partes que foram destruídas ou perdidas; alguns sofrem uma metamorfose; alguns lançam (trocam) a pele; alguns parecem viver promiscuamente na terra ou na água, e alguns ficam entorpecidos durante o inverno."
Linnaeus dividiu os anfíbios com base nas estruturas dos membros e na maneira como respiravam, nas seguintes ordens e gêneros:
- Répteis : Testudo (tartarugas e cágados), Draco (lagartos planadores), Lacerta (lagartos terrestres, salamandras e crocodilianos) e Rana (rãs e sapos)
- Serpentes: Crotalus (cascavéis), Boa (boas), Coluber (pilotos e cobras), Anguis (slowworms & cobras minhocas), amphisbaena (lagartos sem-fim) & Coecilia (caecilians)
- Nantes : Petromyzon (lampreias), Raja (raias), Squalus (tubarões), Chimaera (ratfishes), Lophius (tamboris) & Acipenser (esturjões)

### Pisces

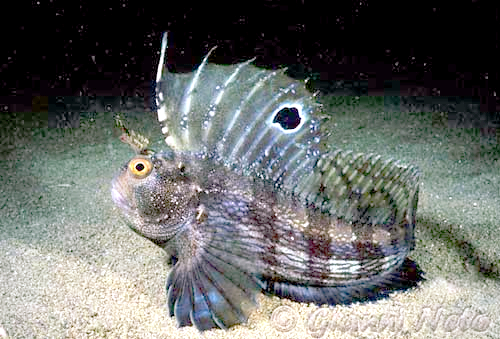
A borboleta blenny foi incluída na 10ª edição como Blennius ocellatus.

Linnaeus descreveu os peixes como: "Sempre habitando as águas; são rápidos em seus movimentos e vorazes em seus apetites. Respiram por brânquias, geralmente unidas por um arco ósseo; nadam por meio de nadadeiras radiadas e são principalmente cobertos por escamas cartilaginosas. Além das partes que têm em comum com os outros animais, são providos de uma membrana nictitante, e a maioria deles com uma bexiga natatória, por cuja contração ou dilatação podem subir ou afundar-se em seu elemento à vontade.
Linnaeus dividiu os peixes com base na posição das barbatanas ventral e peitoral, nas seguintes ordens e gêneros:
- Apode: muraena (enguias), Gymnotus (knifefishes eléctricos), Trichiurus (cutlassfishes), Anarhichas (Peixes-lobo), Ammodytes (enguias de areia), Stromateus (butterfishes) & (Xiphias peixes-espada)
- Jugulares : Callionymus (dragonets), Uranoscopus (stargazers), Trachinus (weevers), Gadus (bacalhau e parentes) e Ofidion (cusk-wels)
- Thoracici : Cyclopterus (lumpfishes), Echeneis (rêmoras), Coryphaena (golfinhos), Gobius (gobies), Cottus (sculpins), Scorpaena (scorpionfishes), Zeus (john dories), Pleuronectes (flatfishes), Chaetodon (butterflyfishes), Sparus (breams & pargos), Labrus (wrasses), Sciaena (lutjanídeos), Perca (vara), Gasterosteus (espinhelas), Scomber (cavala & atum), Mullus (goatfishes) & Trigla (Robins mar)
- Abdominales: Cobitis (loaches), Silurus (bagres), Loricaria (peixes-gatos boca de sucção), Salmo (de salmão e truta), Fistularia (cornetfishes), Esox (Pike), Argentina (arenque Eperlanos), Atherina (silversides), Mugil (tainha), Exocoetus (peixes voadores), Polynemus (threadfins), Clupea (arenque) & Cyprinus (carpa)
- Branchiostegi : Mormyrus (peixes- elefante), Balistes (peixes-porco), Ostracion (peixes de caixa), Tetrodon (peixes baiacu), Diodon (peixes porco-espinho), Centriscus (peixes snipe), Syngnathus (peixes - cachimbo e cavalos -marinhos) e Pegasus (mariposos)

### Insecta

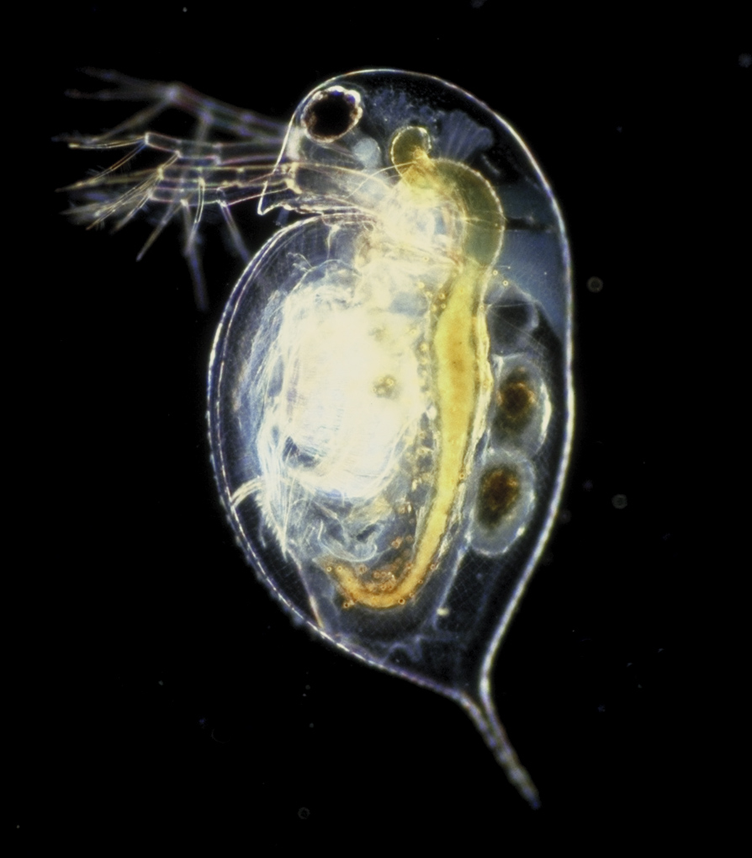
Crustáceos como a pulga de água Monoculus pulex (agora Daphnia pulex) foram incluídos no Insecta de Linnaeus.

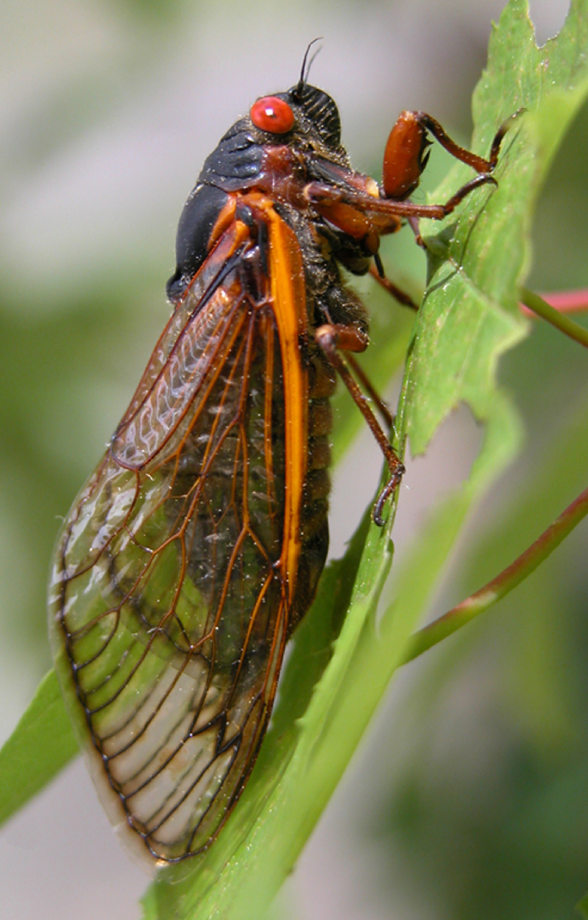
Linnaeus deu o nome de Cicada septendecim a um inseto cujo adulto aparece uma vez a cada 17 anos.

Linnaeus descreveu sua "Insecta" (compreendendo todos os artrópodes, incluindo insetos, crustáceos, aracnídeos e outros) como: muito numerosos com várias classes consistindo em pequenos animais, com respiração através de spiraculos laterais, armados em todos os lado com pele osséa, ou cobertos com cabelo; provido de muitos pés e antenas móveis (ou chifres), que se projetam da cabeça e são os prováveis instrumentos de sensação.
Linnaeus dividiu os insetos com base na forma das asas, nas seguintes ordens e gêneros:
- Coleoptera : Scarabaeus (escaravelhos), Dermestes (besouros despensa), Hister (besouros palhaço), Attelabus (gorgulhos), Curculio (gorgulhos verdadeiros), Silpha (besouros carniça), Coccinella (joaninhas ou joaninhas), Cassida (tartaruga besouros), Chrysomela (besouros de folha), Meloe (besouros blister), Tenebrio (besouros darkling), Mordella (besouros de flores caindo), Staphylinus (besouros rove), Cerambyx (besouros longhorn), Cantharis (besouros soldados), Elater (besouros clique), Cicindela (besouros terrestres), Buprestis (besouros de joias), Dytiscus (Dytiscidae), Carabus (espécies Carabus), Necydalis (besouros necydaline), Forficula (tesouras), Blatta (baratas) e Gryllus (outros insetos ortopteróides)
- Hemiptera : Cigarra (cigarras), Notonecta (Notonectidae), Nepa (escorpiões de água), Cimex (percevejos), Aphis (pulgões), Chermes (pulgões), Coccus (cochonilhas) e Thrips (tripes)
- Lepidoptera : Papilio (borboletas), Esfinge (mariposas de falcão), Phalaena (mariposas)
- Neuroptera : Libellula (libélulas e libelinhas), Ephemera (mayflies), Phryganea (caddisflies), Hemerobius (crisopídeos), Panorpa (escorpiões) e Raphidia (snakeflies)
- Hymenoptera : Cynips (vespas Gall), Tenthredo (sawflies), Ichneumon (vespas ichneumon), Sphex (vespas escavadoras), Vespa (vespas), Apis (abelhas), Formica (formigas) & Mutilla (formigas de veludo)
- Diptera: estro (botflies), Tipula (moscas guindaste), Musca (casa moscas), Tabanus (moscas de cavalo), Culex (mosquitos), Empis (moscas de dança), Conops (moscas cabeça espessa), Asilus (Asilidae), Bombylius (moscas de abelha) e Hippobosca (moscas de piolho)
- Aptera : Lepisma (peixe prateado), Podura (colêmbolos), Termes (cupins), Pediculus (piolhos), Pulex (pulgas), Acarus (ácaros e carrapatos), Phalangium (opiliões), Aranea (aranhas), Escorpião (escorpiões), Câncer (caranguejos, lagostas e parentes), Monoculus (pulgas d'água e parentes), Oniscus (piolhos), Scolopendra (centopéias) e Julus (milípedes)

### Vermes

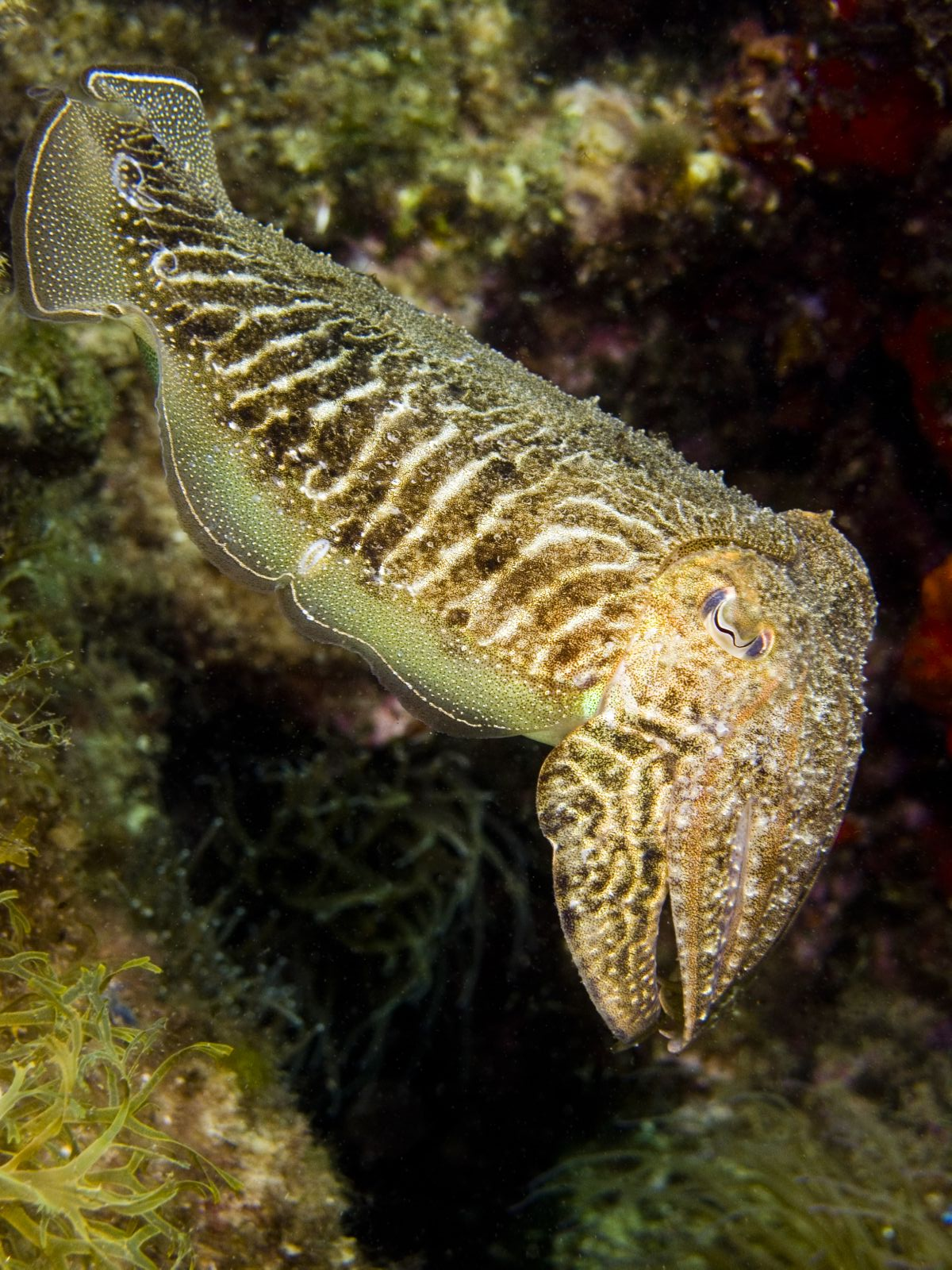
O choco comum foi nomeado Sepia officinalis na 10ª edição do Systema Naturae.

Linnaeus descreveu seus "Vermes" como: "Animais de câmera lenta, substância macia, capazes de aumentar seu volume e restaurar partes que foram destruídas, extremamente tenazes da vida, e os habitantes de lugares úmidos. Muitos deles não têm cabeça distinta, e a maioria deles sem pés. Eles são distinguidos principalmente por seus tentáculos (ou antenas). Pelos antigos, eles não eram impropriamente chamados de animais imperfeitos, como sendo destituídos de orelhas, nariz, cabeça, olhos e pernas; e são, portanto, totalmente distintos dos insetos."
Lineu dividiu os "Vermes" com base na estrutura do corpo, nas seguintes ordens e gêneros:
- Intestina : Gordius (vermes de crina de cavalo), Furia, Lumbricus (minhocas), Ascaris (lombrigas intestinais gigantes), Fasciola (vermes do fígado), Hirudo (sanguessugas), Myxine (peixes-bruxas), Teredo (minhocas)
- Moluscos : Limax (lesmas terrestres), Doris (nudibrânquios dorid), Tethys (lesmas do mar tetídidas), Nereis (vermes poliquetas), Afrodita (ratos do mar), Lernaea (vermes âncora), Priapus (vermes priapulid e anêmonas do mar), Scyllaea (lesmas do mar scyllaeid), Holothuria (salpas & Man o' War portuguesa), Triton (conchas de triton), Sepia (polvos, lulas e chocos), Medusa (medusas), Asterias (estrelas do mar), Echinus (ouriços do mar)
- Testacea : Chiton (chitons), Lepas (cracas), Pholas (piddocks &amp; angelwings), Myes (amêijoas de casca mole), Solen (amêijoas de água salgada), Tellina (mariscos telinídeos), Cardium (berbigões), Donax (conchas em cunha), Venus (amêijoas de Vênus), Spondylus (ostras espinhosas), Chama (conchas da caixa de joias), Arca (amêijoas), Ostrea (ostras verdadeiras), Anomia (ostras de sela), Mytilus (mexilhões de água salgada), Pinna (conchas de caneta), Argonauta (náutilos de papel), Nautilus (náutilos), Conus (caracóis de cone), Cypraea (búzios), Bulla (conchas de bolha), Voluta (volutas), Buccinum (búzios verdadeiros), Strombus (conchas verdadeiras), Murex (caracóis murex), Trochus (caracóis terrestres), Turbo (caracóis turbante), Helix (caracóis terrestres), Neritha (nerites), Haliotis (abalones), Patella (lapas verdadeiras e braquiópodes), Dentalium (conchas de presas), Serpula (vermes serpulid)
- Lithophyta : Tubipora (corais de tubo de órgão), Millepora (corais de fogo), Madrepora (corais de pedra)
- Zoophyta : Isis (corais moles), Gorgonia (leques do mar), Alcyonium (tunicados), Tubularia (Tubularia), Eschara (Bryozoa), Corallina (algas coralinas), Sertularia (Bryozoa), Hydra, Pennatula (canetas do mar), Taenia (tênias), Volvox

## Plantas
O segundo volume, publicado em 1759, detalhava o reino Plantae, no qual Linnaeus incluía plantas verdadeiras, além de fungos, algas e líquenes. Além de repetir as espécies que ele havia listado anteriormente em seu Species Plantarum (1753), e as publicadas no período intermediário, Linnaeus descreveu várias centenas de novas espécies de plantas. As espécies de Species Plantarum foram numeradas sequencialmente, enquanto as novas espécies foram rotuladas com letras. Muitos foram enviados a Linnaeus por seus correspondentes no exterior, incluindo Johannes Burman e David de Gorter na África do Sul, Patrick Browne, Philip Miller e John Ellis na América, Jean-François Séguier, Carlo Allioni e Casimir Christoph Schmidel nos Alpes, Gorter e Johann Ernst Hebenstreit no Oriente, e François Boissier de Sauvages de Lacroix, Gerard e Barnadet Gabriel em toda a Europa.
Novas espécies de plantas descritas na 10ª edição do Systema Naturae incluem:

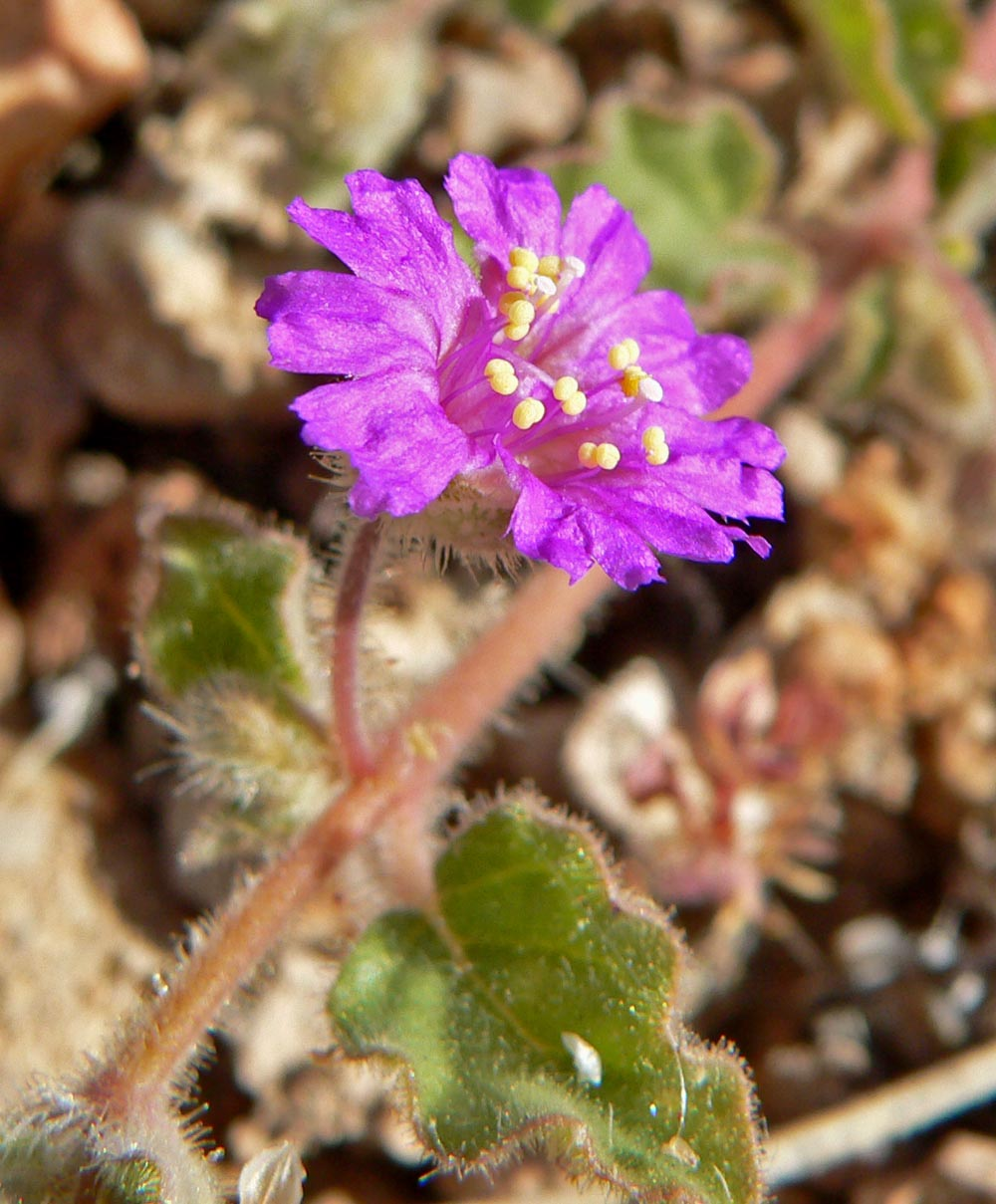
Allionia incarnata foi uma das duas novas espécies do novo gênero Allionia introduzida na 10ª edição do Systema Naturae

- Adiantum aethiopicum
- Allionia incarnata
- Alyssum alyssoides
- Amaranthus albus
- Amaranthus cruentus
- Amaranthus gangeticus
- Amyris elemifera
- Anacamptis papilionacea
- Anacamptis sancta
- Apocynum androsaemifolium
- Arbutus andrachne
- Batis maritima
- Brassia caudata
- Bucida buceras
- Calycanthus floridus
- Campanula barbata
- Carex capitata
- Carex distans
- Carpobrotus edulis
- Catharanthus roseus
- Cecropia peltata
- Cedrela odorata
- Chromolaena odorata
- Chrysophyllum oliviforme
- Cissus sicyoides
- Coccoloba pubescens
- Coccoloba uvifera
- Cochlearia anglica
- Coilostylis ciliaris
- Cordyline fruticosa
- Croton glandulosus
- Cunila mariana
- Cunonia capensis
- Desmostachya bipinnata
- Dorstenia drakena
- Echinochloa colona
- Equisetum giganteum
- Excoecaria agallocha
- Genipa americana
- Geranium pusillum
- Hydrastis canadensis
- Grias cauliflora
- Halesia carolina
- Heliotropium arborescens
- Heliotropium arborescens
- Hibiscus cannabinus
- Holcus mollis
- Illicium anisatum
- Inula spiraeifolia
- Ipomoea hederifolia
- Juglans cinerea
- Krameria ixine
- Lactuca canadensis
- Lagerstroemia indica
- Lamium orvala
- Lecythis ollaria
- Magnolia acuminata
- Magnolia grandiflora
- Magnolia tripetala
- Mucuna pruriens
- Oenothera perennis
- Paeonia tenuifolia
- Paspalum distichum
- Passiflora quadrangularis
- Pectis ciliaris
- Pectis linifolia
- Pedalium murex
- Persicaria perfoliata
- Phytolacca icosandra
- Poa palustris
- Polemonium reptans
- Polycarpon tetraphyllum
- Portlandia grandiflora
- Ranunculus parviflorus
- Reseda odorata
- Rheum palmatum
- Rosa pimpinellifolia
- Sagittaria lancifolia
- Salix retusa
- Saxifraga cuneifolia
- Scabiosa prolifera
- Sesuvium portulacastrum
- Silphium perfoliatum
- Talinum fruticosum
- Triplaris americana
- Tripsacum dactyloides
- Turbina corymbosa
- Ursinia anthemoides
- Veronica austriaca
- Zinnia peruviana